# Y-Dienst

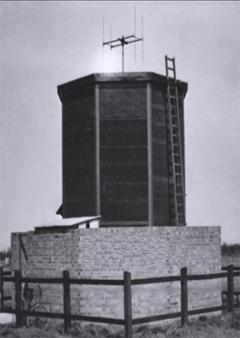
Beeston Hill Y Station nahe der englischen Stadt Sheringham (im Osten an der Nordseeküste von Norfolk liegend, um 1940)

Der Y-Dienst, im englischen Original Y Service, geschrieben auch Y‑Service, Y service oder Y‑service und bezeichnet auch als Y Stations, Y Groups oder Y Units und zusammengefasst auch unter der Bezeichnung War Office Y Group (W.O.Y.G.) für den Dienst sowie Government Communications Wireless Stations (G.C.W.S.) für die Funkabhörstellen, war der im Zweiten Weltkrieg hauptsächlich in England, darüber hinaus aber auch weltweit arbeitende britische Funkabhördienst. Hauptaufgabe war, den feindlichen, insbesondere den deutschen Funkverkehr abzufangen und aufzuzeichnen.

## Namensbedeutung
Das „Y“ steht im Englischen hier lautmalerisch für die Anfangssilbe des Wortes wireless (deutsch wörtlich: „drahtlos“, mit der Bedeutung: „Funk“). Eine sinngemäße Übersetzung von Y Service ist somit „Funkabhördienst“. Im Zweiten Weltkrieg war auch der deutsche Begriff „Horchdienst“ (kurz: „H‑Dienst“) gebräuchlich. Die damit verknüpften Y Stations lassen sich auf Deutsch als „Funkabhörstationen“ oder „Horchposten“ bezeichnen. Die sich ergebenden nachrichtendienstliche Erkenntnisse wurden von den Briten als Y intelligence bezeichnet. Als Pendant zum Y Service auf deutscher Seite kann der B‑Dienst (Beobachtungsdienst) der Kriegsmarine angesehen werden.

## Geschichte

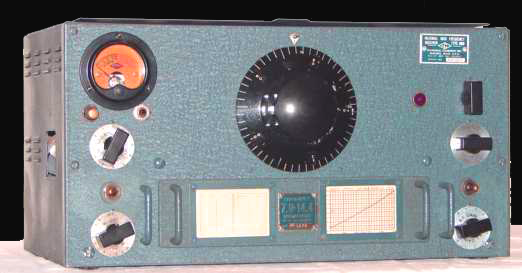
Der HRO der National Radio Company war der meistverwendete Funkempfänger in den britischen Y Stations

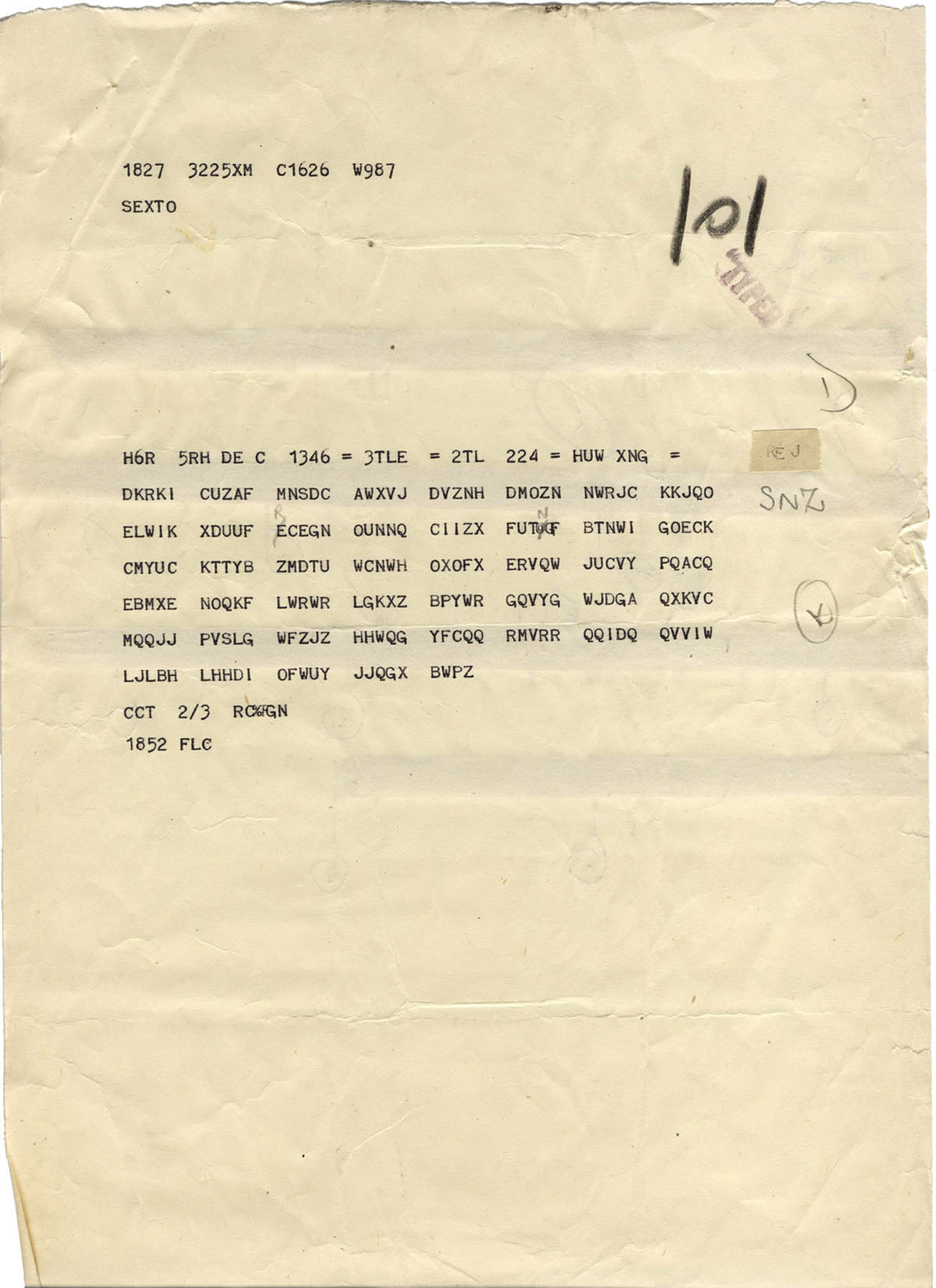
Durch den britischen Y‑Dienst abgefangener verschlüsselter deutscher Enigma-Funkspruch

Der Y-Dienst wurde im Ersten Weltkrieg gegründet und erwies sich auch im Zweiten Weltkrieg als besonders wertvoll. Diverse Y Stations wurden von allen drei Teilstreitkräften betrieben, nämlich der britischen Army, der Royal Navy und der Royal Air Force (RAF). Auch das britische Außenministerium (englisch: Foreign Office), genauer die unterstellten Geheimdienste MI5 und MI6, sowie das Postministerium (englisch: General Post Office) und selbst die Marconi Company unterhielten Y Stations.
Unterstützt wurden sie durch bis zu 1500 freiwillig dienende Funkamateure im ganzen Königreich, die als Voluntary Interceptors (V.I.), deutsch etwa „Freiwillige Abhörer“, bezeichnet wurden, und die im Radio Security Service (R.S.S.), deutsch etwa „Funksicherheitsdienst“, des MI8 organisiert waren. Auch sie trugen wesentlich zu den britischen Kriegsanstrengungen bei.
Ursprünglich umfasste der Abhördienst nicht nur das Abfangen von Sendungen, sondern auch die Verkehrsanalyse und die Entzifferung zumindest der schwach verschlüsselten Nachrichten. Ab Oktober 1943 jedoch konzentrierte er sich allein auf das Aufnehmen der Funksendungen und – in räumlich von den Abhörstellen getrennten Stationen – die Peilung, also die Richtungs- und Ortsbestimmung der sendenden Stellen, während Verkehrsanalyse, Entzifferung und Auswertung zentral in Bletchley Park (BP) abgewickelt wurden. Im Jahr 1943 beispielsweise wurden mehr als 80.000 Funksprüche pro Monat abgefangen und entziffert, also durchschnittlich mehr als 2500 jeden Tag, während des Krieges insgesamt waren es über zweieinhalb Millionen.
Im britischen Spielfilm „Enigma – Das Geheimnis“, der auf dem Roman Enigma basiert, wird die Arbeit des Y‑Dienstes am Beispiel der Abhörstation in Beaumanor gezeigt. Der Ort liegt in der Nähe von Loughborough in der Grafschaft Leicestershire in der Mitte Englands etwa 80 km nördlich von Bletchley. Die beiden Protagonisten in Roman und Film besuchen die „W.O.Y.G.“ (Abkürzung für War Office Y Group, deutsch: „Kriegsministerium Y‑Gruppe“) in Beaumanor mit der Absicht, aus dem dortigen Archiv für sie wichtige Kopien von Enigma-Funksprüchen zu erhalten. Dabei begegnen sie auch den weiblichen Hilfskräften, „Wrens“ genannt, die mit der oft monotonen Arbeit des Abhörens und Aufzeichnens der scheinbar sinnlosen Buchstabenfolgen der verschlüsselten deutschen Funksprüche betraut waren. Tatsächlich aber trug die Arbeit der jungen Frauen wesentlich zu den britischen Kriegsanstrengungen bei und war äußerst sinnvoll, denn die verschlüsselten Funksprüche enthielten kriegswichtige Informationen, die die britischen Kryptoanalytiker in BP entziffern und deuten konnten, und die unter dem Decknamen Ultra zusammengefasst wurden.
Die War Office Y Group in Beaumanor war nur eine der vielen Zuträgerinnen für die Codeknacker von BP. Darüber hinaus gab es Dutzende weitere Abhörstationen, die über das ganze Land und weltweit verstreut lagen. So unterhielt die RAF eine wichtige Y Station in Chicksands, unweit östlich von Bletchley gelegen, in der Grafschaft Bedfordshire und das britische Außenministerium betrieb direkt in London einen Horchposten. Er lag unmittelbar südlich des Stadtzentrums im Bezirk Camberwell und war innerhalb der Polizeistation der Metropolitan Police am Denmark Hill untergebracht. Dieser Horchposten war auf das Abfangen und Aufzeichnen von deutschen Hochgeschwindigkeits-Funksendungen spezialisiert. Rund 25 km südöstlich des Londoner Stadtzentrums in der Gemeinde Knockholt wurde ab Mitte 1942 das Gehöft Ivy Farm genutzt, um den verschlüsselten geheimen deutschen Funkfernschreibverkehr abzufangen und aufzuzeichnen, dem die Briten den Decknamen Fish gegeben hatten.
Es gab sogar mobile Y Units (deutsch: „Y‑Einheiten“), die die britischen Streitkräfte auf den diversen Kriegsschauplätzen begleiteten. So befanden sich beispielsweise am 23. Oktober 1942, als die Schlacht von El Alamein zwischen dem deutschen Afrikakorps und der britischen 8. Armee begann, spezielle Y Units sowohl im Hauptquartier des britischen Oberbefehlshabers Feldmarschall Montgomery als auch in den Hauptquartieren jedes beteiligten Armeekorps, während weitere Y Units hinter der Front in Reserve gehalten wurden.
Unterstützt wurden die britischen Militärdienste durch zahlreiche Funkamateure (englisch: „hams“), die als sogenannte „Voluntary Interceptors“ (deutsch etwa: „Freiwillige Abhörer“) ihren Beitrag zu den britischen Kriegsanstrengungen leisteten. Ein Großteil der abgehörten Funksprüche wurde schlicht per Hand aufgezeichnet, im knapp nördlich von London gelegenen Arkley View gesammelt und nach Bletchley Park durch Motorradkurier, teilweise auch mithilfe von Brieftauben übermittelt. Später dienten dazu auch drahtgebundene Fernschreibstrecken.
Noch heute stellen die reichhaltigen Aufzeichnungen des Y Service eine der wichtigsten Quellen für authentische Enigma-Sprüche dar. Die Archive sind prall gefüllt, bisher jedoch leider nur zu einem kleinen Teil öffentlich zugänglich.